# 불가사의 던전 2: 떠돌이 시렌
《불가사의 던전 2: 떠돌이 시렌》은 춘소프트가 개발한 1995년 로그라이크 롤플레잉 비디오 게임이다. 《토르네코의 대모험: 불가사의 던전 (1993)》 이후 발매된 《불가사의 던전》 시리즈 두 번째 게임이자, 하위 시리즈 《떠돌이 시렌》의 첫 번째 작품이다. 본래 1995년 슈퍼 패미컴용으로 제작돼 일본서만 출시됐으며, 이후 2006년 세가가 배급한 닌텐도 DS 리메이크가 출시됐다. 2019년 스파이크 춘소프트가 iOS 및 안드로이드로 이식판을 발매했다.
주인공은 시렌이라 불리는 로닌으로, 황금향을 찾아 30개의 구역을 탐방하는 여정을 그렸다. 게임 내 사건은 턴 단위로 발생하며, 플레이어가 행동할 때마다 구역 내 적들도 같이 행동해 턴이 전개하는 방식이다. 플레이어가 사망 시, 진행 상황을 모두 잃고 게임 처음부터 다시 시작해야 하는 벌칙이 있으며, 대신 이를 만회하기 위해 진행 중에 창고 내에 유용한 물품들을 보관하고 이후 차례에서 재입수해 사용하는 시스템을 제공한다. 닌텐도 DS판에서는 다른 플레이어를 구출해 그 자리에서 다시 시작하게끔 구원하는 시스템이 있다.
《떠돌이 시렌》은 반복플레이를 염두하고 제작된 작품으로, 플레이어가 여러 차례의 시행착오를 걸쳐 물품을 수집하고 발전하는 것을 감안해 진행방식을 설계했다. 출시 당시, 어론에서 높은 난이도와 시시한 그래픽, 하지만 깊은 게임플레이 방식으로 복합적인 평가를 받았다.
1996년에 게임보이로 외전작 《떠돌이 시렌 GB: 달빛마을의 괴물》, 1996년 닌텐도 64로 후속작 《떠돌이 시렌 2: 오니 습격! 시렌성!》이 발매됐다.

## 반응
《떠돌이 시렌》은 리뷰 애그리게이터 웹사이트 메타크리틱에서 닌텐도 DS판이 69점을 기록해 "복합적인 평가"를 받았다.

## 참조

### 내용주
1. ↑  일본어: 不思議のダンジョン2 風来のシレン